# Ord
Ett ord är en betydelsebärande ljud- eller teckenkombination som förekommer självständigt. Kärnan i ett ord är en rot, till exempel bok, tvätt, klok eller eld. Roten kan i många språk förändras enligt bestämda mönster kallade affix, det vill säga att vokaler byts ut (binda-band) eller att partiklar (bund+it) läggs till; detta förändrar ordets betydelse.
En sammansättning innehåller åtminstone två rötter. Exempel på sammansättningar är solstol, ångstrykjärn, bokningsavgift och skjutglad.
En stam är den del av ett ord som blir kvar när eventuellt böjningsaffix tagits bort. Exempel på stammar är bok i bokning och eld i eldig.
Språkvetenskapligt använder man begreppet ord på självständiga uttryck och lexem på uttryckens betydelse. Sålunda är "New York" två ord, men bara ett lexem. Detta har betydelse vid översättningar. Till exempel kan det svenska ordet "glass" inte översättas till ett engelskt ord men lexemet "glass" kan översättas till det engelska lexemet "ice cream" som i sin tur består av två ord.
Den disciplin som studerar ordstruktur kallas ordbildningslära. Ibland ses ordbildningslära som en del av morfologin. Inom lexikologin studeras ordböcker och annan form av systematisering av ord.

## Svårighet i att definiera termen
Skiljelinjen mellan ett ord och en fras är inte alltid självklar, speciellt inte i talat och tecknat språk där uttalanden sker som en kontinuerlig rörelse av talorganen. Exempelvis motsvaras talspråksordet "skarru" av skriftspråksorden "ska" och "du". Att bredvidliggande skriftspråksord påverkar varandras uttal kallas sandhi. I tidiga skriftspråk skrev man som man talade och såg ingen anledning att skilja på de ingående orden. Omkring 600–800 e.Kr. hade vulgärlatinets uttal förändrats såpass mycket att det var svårt att förstå när skrivet klassiskt latin lästes upp och man började därför använda mellanrum som skiljetecken mellan ord. Runskriften använde ett kolonliknande tecken. Orddelare används i vissa språk, såsom amhariska. I andra språk, såsom mandarin, japanska och sanskrit, syns inte gränser mellan ord. Ord tenderar att vara relativt självständiga gentemot resterande text. Sammansatta ord uttalas utan inre paus, samt skrivs i svenskan utan mellanrum mellan tecknen. Detta gäller dock inte språk där särskrivning förekommer. Det finns även svenska undantag, som i fallet överhuvudtaget och över huvud taget. Ord handlar oftast om föremål, handlingar, tillstånd eller relationer, men språk som kinesiska och agglutinerande språk som turkiska skiljer sig från dessa regler. Ur svensk synvinkel är uttryck som "Haruvareemma?" inte ett ord utan en slarvig sammansättning av flera ord, medan den typen av ord är fullt accepterade i agglutinerande språk. Omvänt motsvarar ett svenskt böjligt ord ofta två ord i isolerande språk, exempelvis kan "gick" översättas till kinesiska "走了", där "走" är verbet och "了" anger att handlingen är fullbordad.

## Ordgrupper
Ord kan delas in i tre grupper baserat på deras ursprung: arvord, lånord och nybildade ord. Arvord är ord som funnits i språket längre tillbaka än man kan härleda det och som ärvts från generation till generation. Lånord är ord som inlånats från andra språk. Svenskan har till exempel många lånord från tyskan, franskan och engelskan. Nybildade ord är ord som bildas inom ett språk när detta saknar ord för att beskriva något; vanligen genom att kombinera gamla ordstammar, men tidvis även genom att skapa nya sådana.
Ett mellanting mellan arvord och lånord är substatum, ord som folk fortsätter använda långt efter att deras förfäder bytt språk. Till exempel har alla germanska språk motsvarigheter till "svärd" och "skepp" medan de saknas i övriga indoeuropeiska språk. Beroende på hur man ser det är de lånord i den indoeuropeiska dialekt som gett upphov till de germanska språken eller så är de arvord som germanerna behållit efter att de börjat tala indoeuropeiska.
Substratum är vanligast hos geografiska namn, till exempel har många samiska namn på platser i Norrland eller namn på indianspråk i Amerika bibehållits trots att man i övrigt gått över till erövrarnas språk.

### Nybildade ord
Från ett ord kan oftast nya ord bildas, på olika sätt i olika språk. Från ordet hus kan man få avledningen husa, eller sätta samman det till exempelvis hushåll. Därur kan man även avleda en sammansättning, exempelvis hushålla. Nya ord kan även vara förkortningar av äldre ord, som bio av biograf och behå av bysthållare. Ibland skapas ett helt nytt ord för en ny företeelse.

## Relationer mellan ord
Man talar om flera olika relationer när det gäller ord. Man kan tala om synonymer, ord som betyder samma sak (arg och ilsken) antonymer, ord som betyder motsatt sak (arg och glad), hyponymer, och så vidare. Ord kan vara homonyma med varandra; som stavas och uttalas likadant men som har helt olika betydelser, till exempel fot, där fot dels kan vara kroppsdelen, dels längdmåttet. Ett ord kan även vara polysemt, det vill säga, tydbart på flera sätt. Fotboll är där ett exempel, där det dels kan betyda själva sporten, dels själva bollen. I de flesta språk, även i svenskan, kan ett ord böjas. Både bolls, bollen, bollens, bollarna, och så vidare, är böjningar av boll, men är likväl egna ord. Grundformen boll kallas för lemma.

## Längsta ordet
Det längsta ordet i ett visst språk beror på det specifika språkets regler för ordbildning. I svenskan är det möjligt att bilda ordmonster av godtycklig längd genom att konstruera ordsammansättningar av många ord. Ett ordmonstrum kan dock enkelt utökas genom att sammansätta ytterligare ord. Det längsta ordet i svenska språket är enligt Guinness Rekordbok nord-väster-sjö-kust-artilleri-flyg-spanings-simulator-anläggnings-materiel-underhålls-uppföljnings-system-diskussions-inläggs-förberedelse-arbeten med 131 bokstäver. Detta ord är dock konstruerat enbart för att vara långt, och det går utan problem att skapa ett ännu längre ord. Realisationsvinstbeskattning (28 bokstäver) är det längsta ordet som förekommer i SAOL. Det finns dock rimliga ord som är längre än 28 bokstäver, exempelvis användarvänlighetsundersökning (30 bokstäver), applikationsprogrammeringsgränssnitt (36 bokstäver), eller specialistsjuksköterskeutbildningarnas (38 bokstäver).